# Restaurant

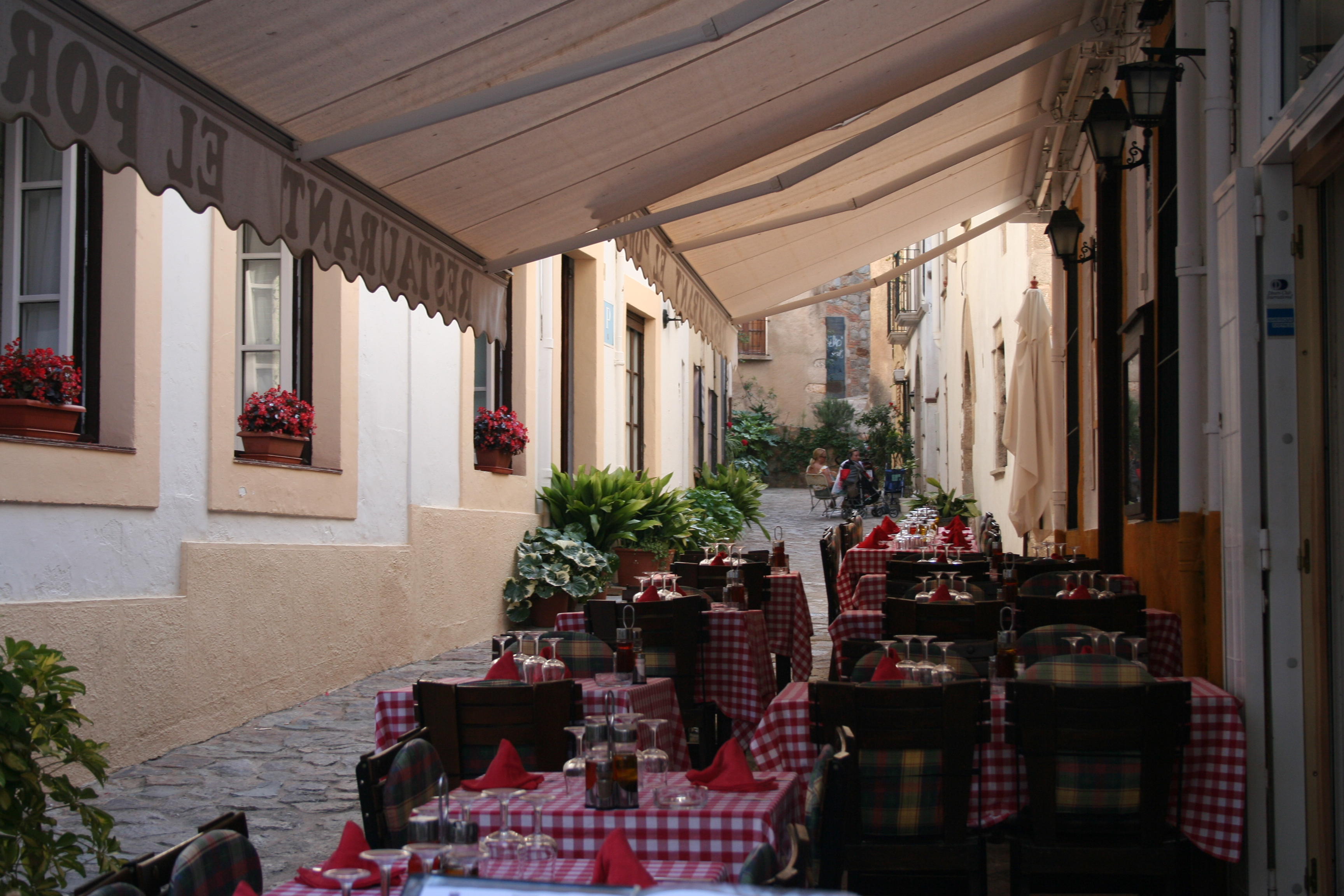
Restaurant amb terrassa al segle XXI

Un restaurant és un comerç, la majoria de cops públic, on es paga pel menjar i beguda, per ser consumida en el mateix local. Avui en dia existeix una gran varietat de modalitats de servir i tipus de menjars.
Els costums als restaurants són diferents a diferents països i èpoques. Per exemple, abans s'hi podia fumar i ara no. En alguns països no s'hi pot beure alcohol. A França el pa i l'aigua d'aixeta són gratuïts i hom en pot demanar tant com vulgui. En alguns països hi ha restaurants on hom pot portar-hi el seu vi. En alguns llocs no s'ha de pagar propina i en altres és obligatori.

## Història
La paraula prové del francès "restaurant" amb el sentit que "restaura" el cos i l'esperit, en aquella època, vers el segle xviii, s'hi solia oferir brou de carn calent. L'arrel de la paraula s'expandí per tot Europa, sovint adaptada a la pronunciació i l'ortografia de cada llengua, com per exemple restaurante en castellà o restauracje en polonés.
En català s'escriu com en francés i es pronuncia segons les normes de pronunciació catalanes, donant un mot que sona diferent del francès.

## Tipus d'establiments i fórmules de restauració
- Restaurant de bufet. És possible escollir un mateix gran varietat de plats cuinats i disposats per a l'autoservei. A vegades es paga una quantitat fixa (bufet lliure) o altres vegades per quantitat consumida (pes o tipus de plats). Sorgit en els anys 70, és una forma ràpida i senzilla de servir a grans grups de persones.
- Restaurants d'alta cuina. Els aliments són de gran qualitat, se suposa que estan cuinats al restaurant i són servits a la taula. La comanda és "a la carta" o escollida d'un "menú", que pot o no tenir un "plat del dia". Els aliments són cuinats al moment. La decoració, l'ambientació, etc. són escollides amb cura.
- Restaurants per país. Són classificats per l'origen del tipus de menjar ofert, que pot ser d'un país, com un de cuina georgiana, per exemple, que és molt reconeguda al món, o d'una regió, per exemple de cuina gallega o siciliana, o d'un conjunt de països o fins i tot un continent, com per exemple els restaurants de cuina asiàtica. Per exemple, hi sol haver de cuina catalana, cuina italiana, cuina xinesa, cuina mexicana, cuina japonesa i cuina grega, entre d'altres. També hi ha molts que fusionen o barregen dos tipus de cuina, per exemple la catalana amb la japonesa.
- Locals de menjar ràpid. Són franquícies de locals molt informals on es consumeixen productes preparats industrialment en cadena, com per exemple, entrepans, amanides, plats de pasta, patates fregides, pizzes, etc. que sovint són per a emportar o bé el client se'ls ha de portar a taula i menjar sense coberts o amb coberts i gots de plàstic d'un sol ús, com els tovallons i les estovalles. Algunes empreses de les més conegudes a aquest sector són: Paellador, CrujiCoques, Bocatta, Pans & Company, Fresc Co, McDonalds, Burger King, KFC, Pizza Hut, starbucks, Foster's Hollywood, etc.